# Vierge à l'Enfant de Chavenay
La Vierge à l'Enfant de l'église Saint-Pierre à Chavenay, une commune du département des Yvelines dans la région Île-de-France en France, est une sculpture créée au XIIe siècle. La Vierge à l'Enfant est classée monument historique au titre d'objet le 22 juin 1908. 
La Vierge à l'Enfant en calcaire polychrome et revers plat comporte des éléments exceptionnels dans la sculpture de cette période. Ainsi en est-il de la main de l'Enfant tendue vers le bouquet. D'autre part, la tête couronnée de la Vierge témoigne d'une grande maîtrise.     